# قوبلاي خان
الإمبراطور قوبلاي خان (23 سبتمبر 1215 - 18 فبراير 1294) الخاقان الخامس للإمبراطورية المغول (1260- 1294) وإمبراطور الصين (1279 - 1294) وتولى الحكم خلفا لأخيه مونكو خان. وهو مؤسس سلالة يوان في الصين كسلالة غازية في عام 1271، وهو أول إمبراطور ليوان حتى وفاته في عام 1294.
وهو قوبلاي خان بن الإمبراطور تولوي بن الإمبراطور جنكيز خان وأمه الإمبراطورة سرقويتي بيجي وشقيق كلا من الإمبراطور مونكو خان والإمبراطور هولاكو خان والإمبراطور أريق بوقا.
عندما كان منكو خان منهمكاً بفتوحاته في جنوب الصين، كان قد ترك أخاه – أريق بوقا نائباً عنه في العاصمة قراقورم، فلما جاء نبأ وفاته أسرع «أريق بوقا» فأعلن نفسه إمبراطوراً على عرش المغول. ولكن قوبيلاي أبى عليه، وبعد نزاع حربي انتزع قوبيلاي عرش المغول، وأعلن نفسه إمبراطوراً على المغول وهو في سن 46 سنة في سنة 1259م.

## حكمه
كان قوبيلاي بسبب إقامته الطويلة في بلاد الصين ونشأته فيها، قد تأثر كثيراً بحضارة الصين وعادات أهلها، وفي عهده تم إكمال فتح الصين والتيبت كاملتين، وعلى عهده بلغت إمبراطورية المغول أقصى اتساعها إلى مختلف أقطار العالم، فكانت تضم الصين وكوريا والهند الصينية، والتبت وشمالي الهند وإيران وآسيا الصغرى وروسيا والقرم وغيرها.
نهضت الصين على عهده وانبعثت من ركودها في فترة الحرب القاسية، وأحسن إلى رعيته، وقام بتشجيع الزراعة واستصلاح الأراضي وأولاها عناية كبيرة، وأصلح وسائل الري، فما لبثت أن ازدهرت ورقيت. اهتم قوبيلاي أيضا بالتجارة، ومهَّد الطرق، وأنشأ طرقاً جديدة ممهَّدة آمنة وأقام عليها حراسة قوية، فكانت القوافل تروح وتجيء في أمن وسلام واطمئنان. وبذلك راجت التجارة وعم الرخاء أرجاء الإمبراطورية. وقد نظم قوبيلاي البريد تنظيماً دقيقاً بلغ الذروة في عهده، وعني بمحطات البريد وإعدادها خير إعداد لتقوم بمهامها على أكمل وجه وذلك لأهميتها القصوى عسكرياً واقتصادياً وسياسياً وإدارياً. ويقرِّر ماركو بولو -التاجر والرحالة الإيطالي الشهير الذي يزعم أنه زار مع أبيه وعمه بلاد المغول وأنه قضى بها بضعة عشرة سنة- يقرر أن دور البريد كانت على عهد قوبيلاي منظمةً مرتبةً في جميع أنحاء الإمبراطورية. حيث قام بجمع العلماء وأرباب الحرف والصنائع، وكان يكرمهم ويحثهم على مواصلة جهودهم ويبذل كل ما بوسعه لإزالة العقبات في طريقهم. واهتمّ أيضا بالعمران والتعمير، وأقام مدينة فخمة بجوار العاصمة بكين، وجلب إليها من كل بلد أشجارا مثمرة وأنشأ فيها الحدائق الغناء والبساتين الناضرة، كما أنشأ عدة قصور كان أهمها قصره الكبير الذي كان غاية الأبهة وآية في فن المعمار. تغلبت النـزعة الإنسانية وحب الخير على قوبيلاي فأنشأ الملاجئ لإيواء العجزة والضعفاء والمسنين.

## سياسته
اشتهر بعلاقاته الديبلوماسية مع المستكشف الإيطالي ماركو بولو، وعرف عنه أنه كان واسع الأفق، حر الفِكْر، بعيداً عن التعصب، متسامحاً مع جميع الأديان وكان كثيراً ما تعقد المناظرات الدينية بحضرته بين أصحاب الأديان وأرباب المذاهب من شتى الديانات وقد تُرجم- بناء على أمرٍ منه- أقسام من القرآن الكريم والإنجيل والتوراة؛ ومن تعاليم بوذا وكانت المناظرات في المسائل الفلسفية التي تتعلق بما وراء الطبيعة تجد ميلًا شديداً لديه، وفي نهاية المناظرات، كان يشمل المتناظرين جميعاً بعطفه ورعايته.

## معرض صور

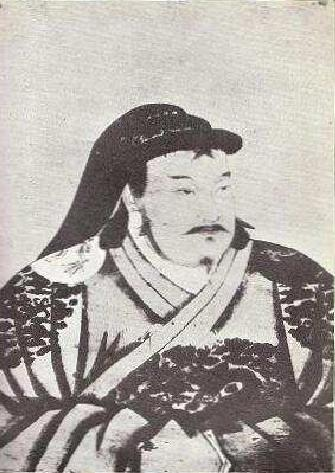
بورتريه لكوبيلاي وهو شاب للرسام أرانيكو (رسام نيبالي تابع لكوبيلاي)
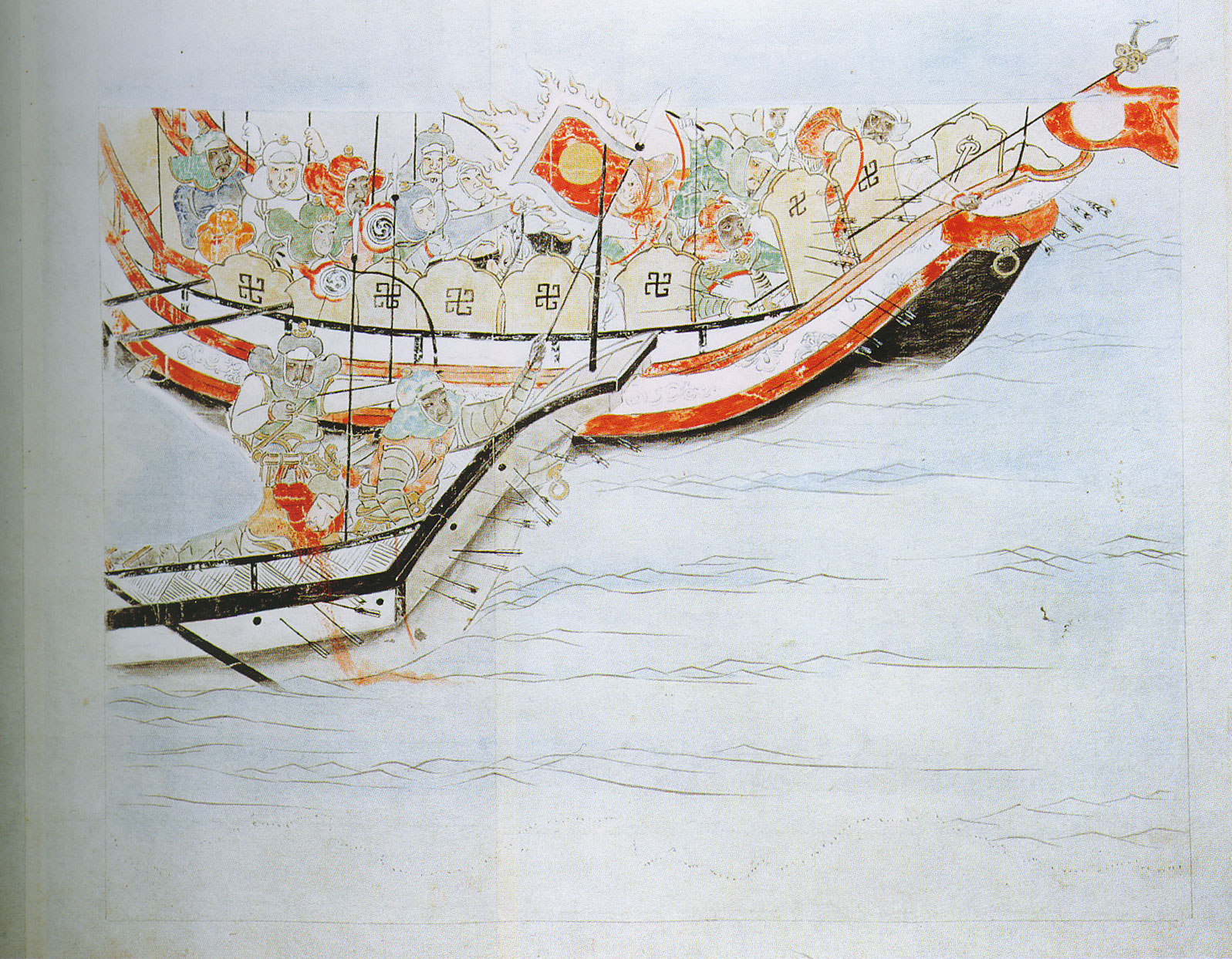
سفن مغولية
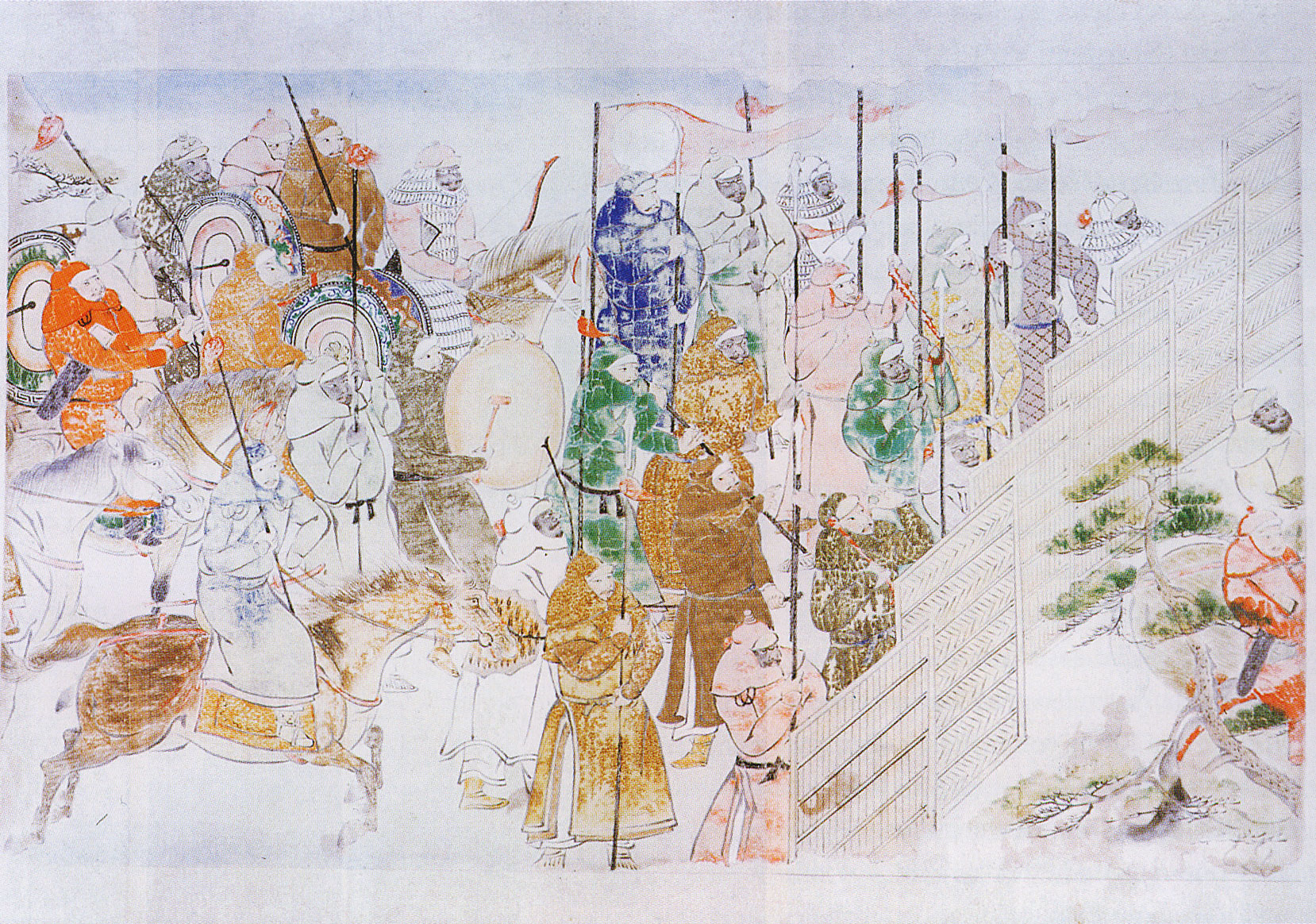
جنود مغوليون
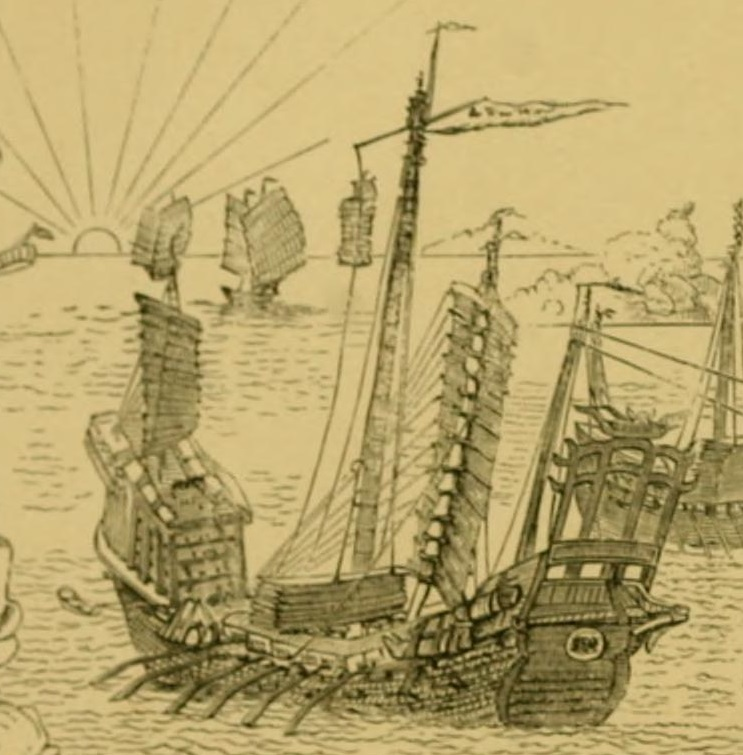
رسمة لجنك تابعة لسلالة يوان من القرن الرابع عشر